# Ꚑ
Le tssé (capitale Ꚑ, minuscule ꚑ) est une lettre additionnelle de l’alphabet cyrillique qui était utilisée dans l’écriture de l’abkhaze dans une version modifiée par M. R. Zavadski de l’alphabet de 37 lettres de 1862 de Peter von Uslar. Elle est composée d’un té ‹ Т › et d’un petit esse ‹ С › souscrit et rattaché.

## Représentations informatiques
Le tssé peut être représenté avec les caractères Unicode suivants :
| formes    | représentations | chaînes de caractères | points de code | descriptions                           |
| --------- | --------------- | --------------------- | -------------- | -------------------------------------- |
| capitale  | Ꚑ               | Ꚑ                     | U+A68C         | lettre majuscule cyrillique double twé |
| minuscule | ꚑ               | ꚑ                     | U+A691         | lettre minuscule cyrillique double twé |